# Catsuit

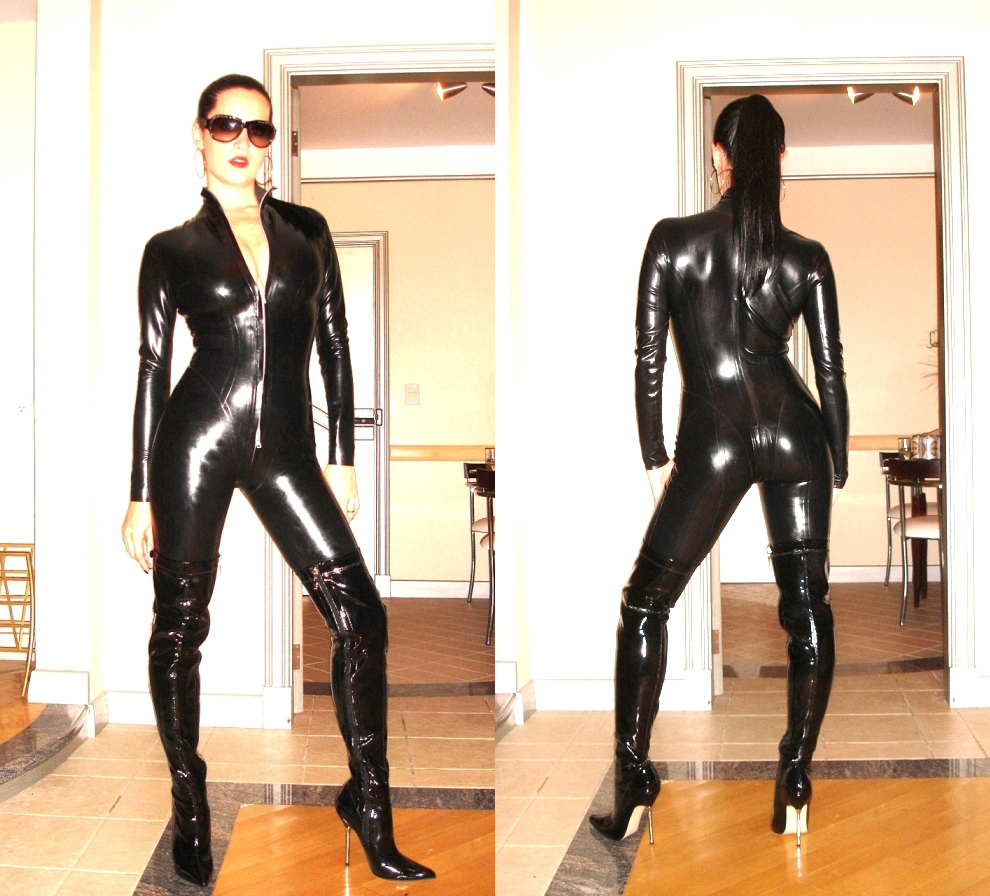
Žena v latexovém fetiš oblečení kočky a obutá do vysokých bot nad kolena.

Catsuit, česky: kočičí oblek, je jednodílný přiléhavý oděv obepínající trup a končetiny, často až do úrovně rukou a nohou. Vyrábí se z elastických materiálů jako jsou lycra, šifon, spandex (od roku 1959), kůže, latex, PVC či velur, obvykle je na přední nebo zadní straně opatřen zipem.
Jeho existence byla doložena nejméně ve 40. letech 20. století. Mohou jej nosit muži i ženy, navzdory názvu nemá žádné „kočičí“ vlastnosti.

## Použití
Kočičí obleky byly především mezi 60. až 90. lety příležitostně nošeny ve formě exkluzivních módních šatů. V 70. a 80. letech se jednalo o oblečení ke cvičení aerobiku a do diskoték. Na přelomu 80. let se ve Spojeném království stala z diskotékového výstřelku klasická móda v ulicích.
V některých druzích sportu se rozšířily obleky podobné catsuit, uzpůsobené jejich specifickým potřebám. K takovým odvětvím patří rychlobruslení, boby, lyžování, cyklistika, nádechové potápění, triatlon a gymnastika. Podobný charakter mají také neoprenové kombinézy či některé druhy plavek s cílem minimalizovat odpor. Na US Open 2002 se objevila v černém kočičím obleku tenistka Serena Williamsová.

### Fetiš

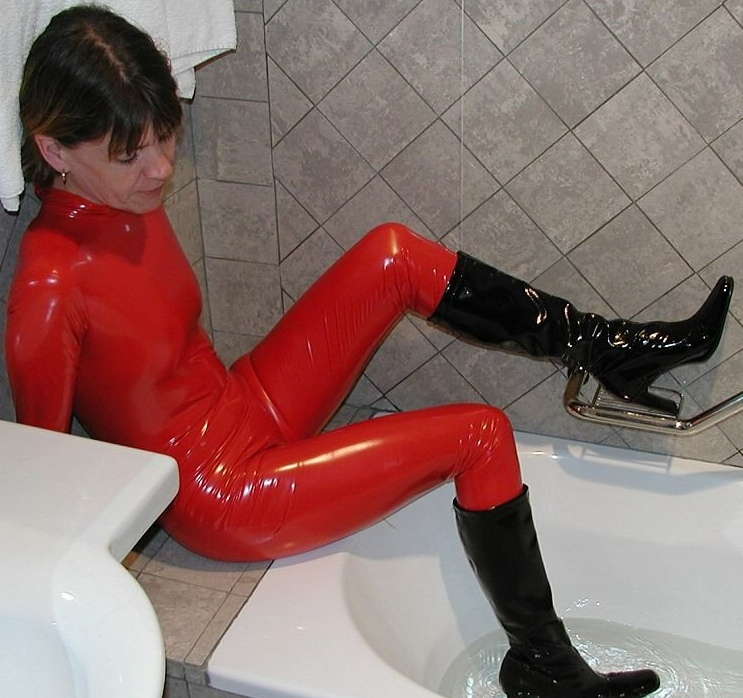
Žena v červeném kočičím obleku.

Catsuit je určitou skupinou lidí považován za věc fetišistického významu, uplatňuje se například v BDSM praktikách. Nejčastějším materiálem pro výrobu takových oděvů jsou latex a PVC, které jim dodávají typický vysoký lesk, těsnou přiléhavost a někdy také možnost tvorby korzetu v horní části trupu. 

#### Zentai
Jako zentai se označuje jednodílný fetiš oděv, obvykle vyráběný ze spandexu, který ve formě kočičího obleku obepíná celé tělo osoby, včetně končetin i hlavy. Jeho součástí jsou rukavice a kukla. Slovo zentai pochází z japonštiny, v níž znamená „celé tělo“.

## V kultuře
Catsuit je často využíván ve filmech, televizi, videoklipech a počítačových hrách. 
- těsné kožené kočičí obleky nosily postavy Cathy Galeové (Honor Blackmanová) a Emmy Peelové (Diana Rigg) v britském televizním seriálu The Avengers.
- Cher v takovém oděvu vystupovala na koncertech.[2]
- Oblečení často nosí superhrdinové obou pohlaví, jako tomu je například v Batmanovské sérii, kde jej používá v nejrůznějších stylech postava Catwoman.